# 光启公园

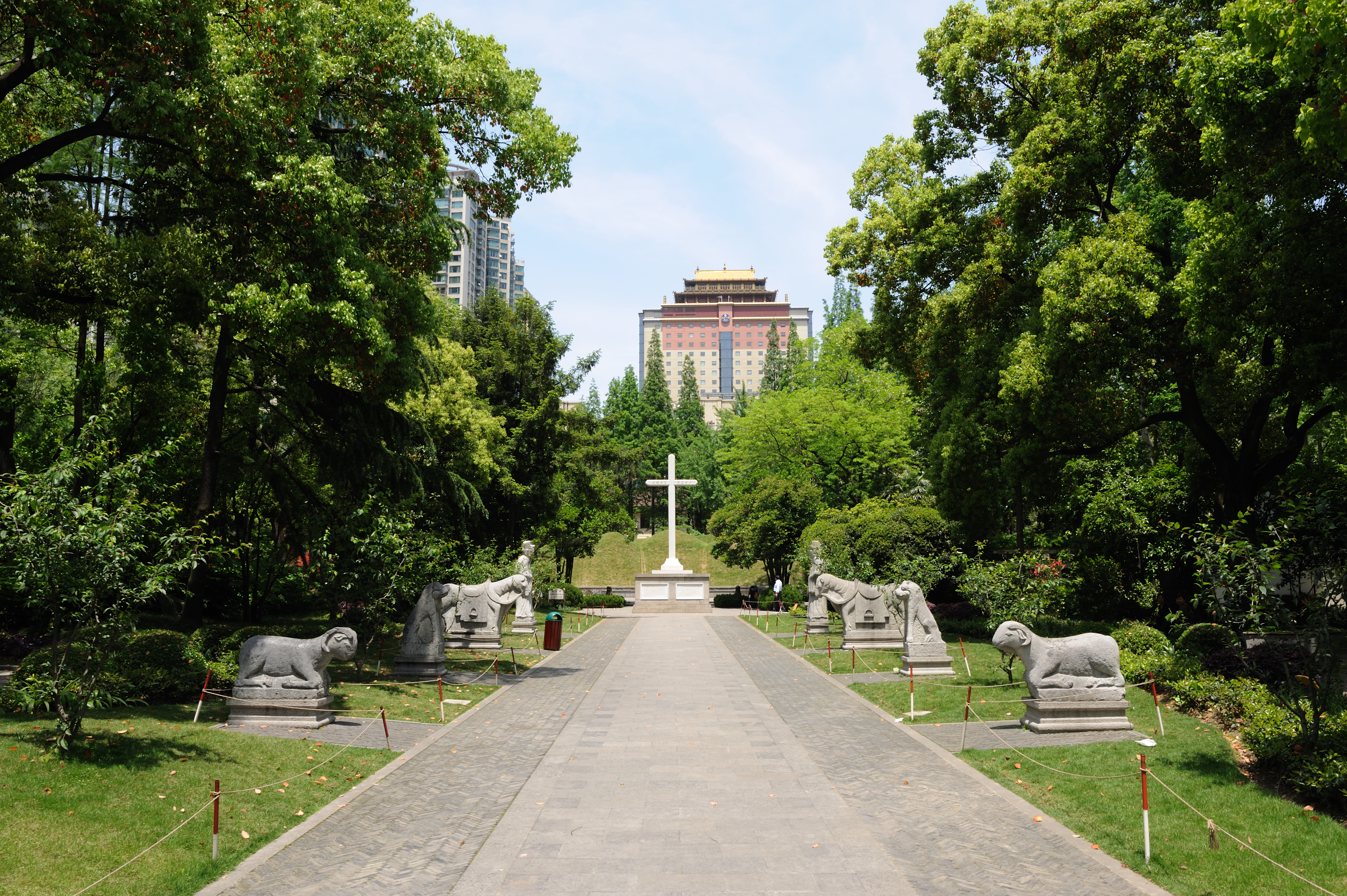

光启公园位于上海市徐汇区南丹路，原名南丹公园，1983年因纪念徐光启逝世350周年而改为现名，园内主体建筑是徐光启墓。2003年，上海现存最古老的民居南春华堂因抢救性保护搬迁于其中，被辟为徐光启纪念馆。光启公园地处上海主要商业区之一的徐家汇，附近有徐家汇圣依纳爵主教座堂、天主教上海教区主教府、中国科学院上海天文台、上海市气象局、徐汇区政府大楼、上海轨道交通徐家汇站。

## 徐光启墓
徐光启墓是明末科学家、思想家、政治家、军事家，天主教教友领袖和护教士，礼部尚书兼文渊阁大学士徐光启（1562年4月24日－1633年11月10日）及其部分亲属的墓地。
徐光启家族墓地位于2条河流（肇嘉浜和法华泾）的汇合处，附近后来形成村落，称为徐家汇。1842年天主教耶稣会重新来华后，在1847年选中徐家汇建立江南传教区的总部，陆续建成一系列教会机构，形成一大片教会区。1914年，徐家汇以东地区并入上海法租界，因而徐光启墓所在的教会区也就自然融入了上海市区。1990年代以后，紧邻徐光启墓的徐家汇地区迅速演变为上海最主要的商圈之一，陆续开设许多商店，矗立起许多高层建筑。
崇祯十四年（1641年），徐光启归葬于上海。墓地共十个墓穴，葬有徐光启、夫人吴氏和他的四个孙辈夫妇。墓地附近形成村落，后称为徐家汇。光绪二十九年（1903年），天主教江南代牧区在徐光启受洗三百周年之际，重修了墓地。1933年徐光启逝世三百周年，墓地又获重修。抗日战争期间，墓地荒废成为菜畦。1957年，上海市文化局重修徐光启墓，复建十字架基台，并将其列为上海市文物保护单位。“文化大革命”期间，墓地的牌坊、华表遭到破坏。1978年墓地重辟为南丹公园，此后陆续修建了一系列纪念物。1983年徐光启逝世350周年，南丹公园改名为光启公园。1988年，徐光启墓被中华人民共和国国务院列为全国重点文物保护单位。2003年12月，徐光启墓修复工程竣工，恢复了1903年的墓制。
徐光启墓占地300平方米，高2.2米，为椭圆形大墓。墓前立有石碑、十字架，石人、石马、华表和石牌坊。墓碑为数学家苏步青手书“明徐光启之墓”。石牌坊刻有对联：“治历明农百世师经天纬地，出将入相一个臣奋武揆文”。墓东侧为碑廊，刻有徐光启手迹、查继佐撰《徐光启传》及程十髮临摹的徐光启画像。

## 南春华堂(徐光启纪念馆)

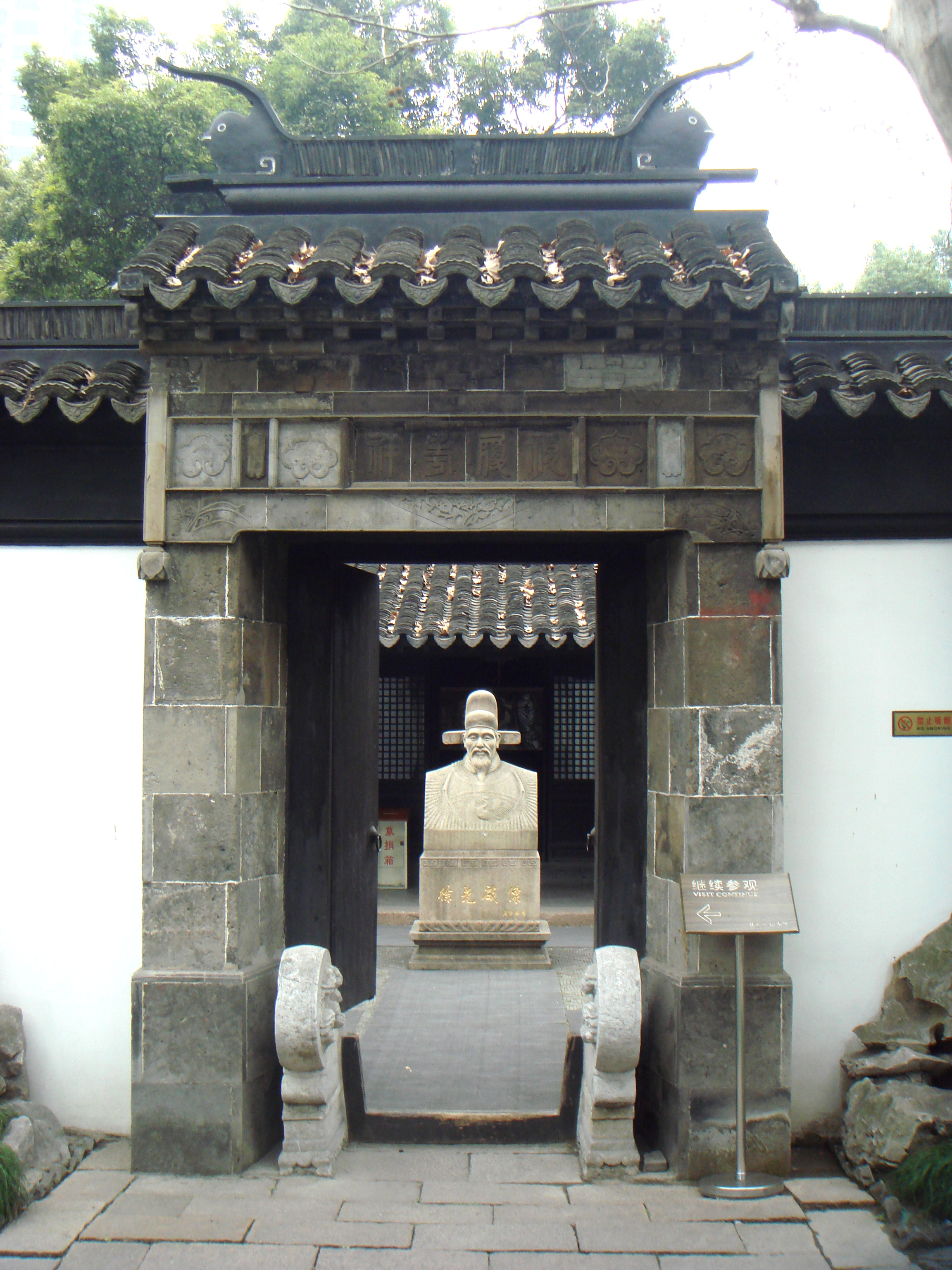
徐光启纪念馆

上海现存最古老的民居南春华堂原位于徐汇区梅陇路南春华堂5号，2003年经抢救性保护搬迁至光启公园并辟为徐光启纪念馆。南春华堂建于明弘治末年至正德年间，距今已有500多年的历史。

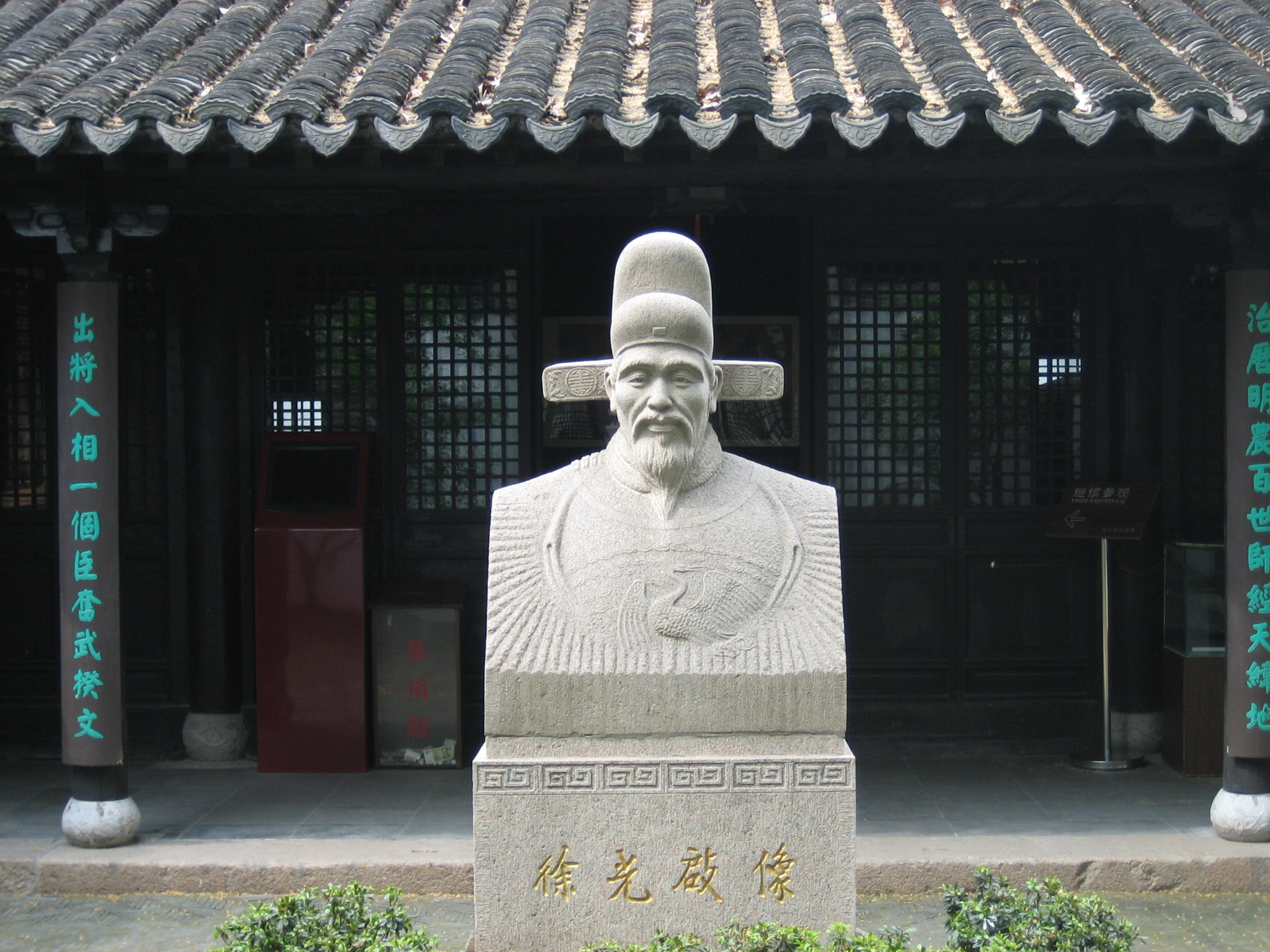
光启公园内徐光启墓旁边的徐光启纪念馆里的徐光启雕像

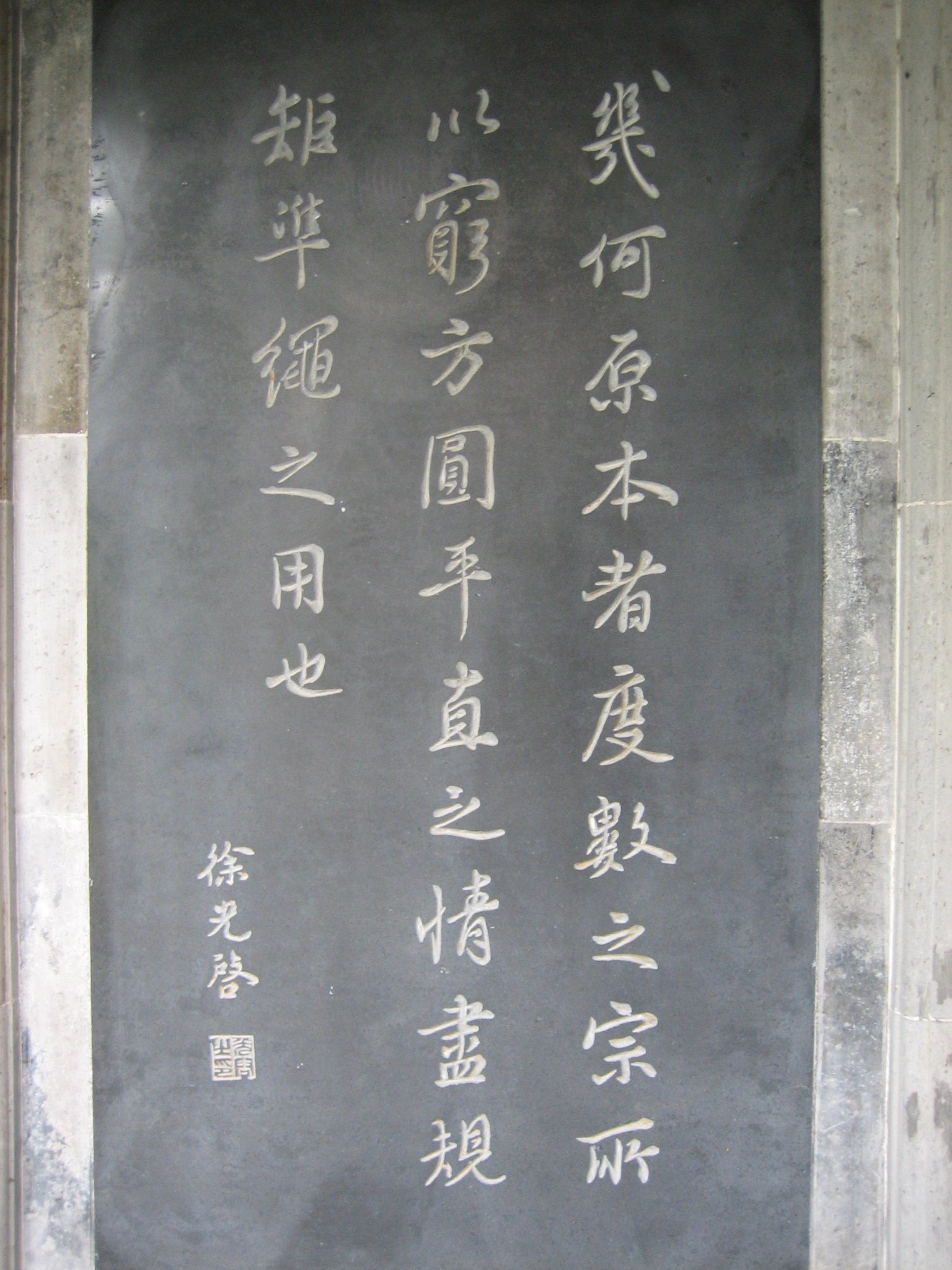
徐光启纪念馆回廊石刻：《刻〈几何原本〉序》的第一句话（徐光启手迹集字）

南春华堂院内回廊陈列石刻名人题词和徐光启手迹。陈列室门前有一座徐光启雕像。

### 陈列室展品

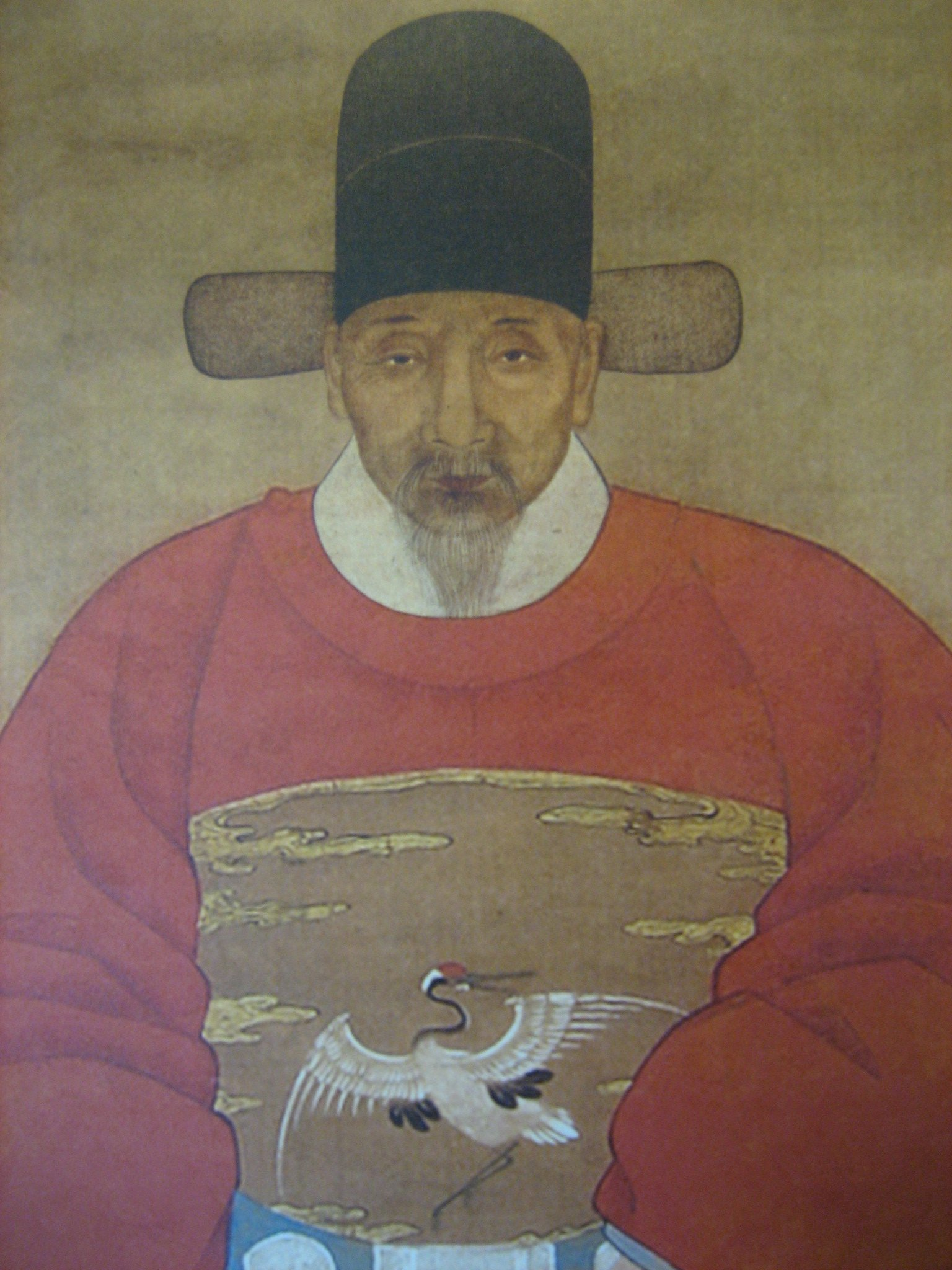
徐光启画像
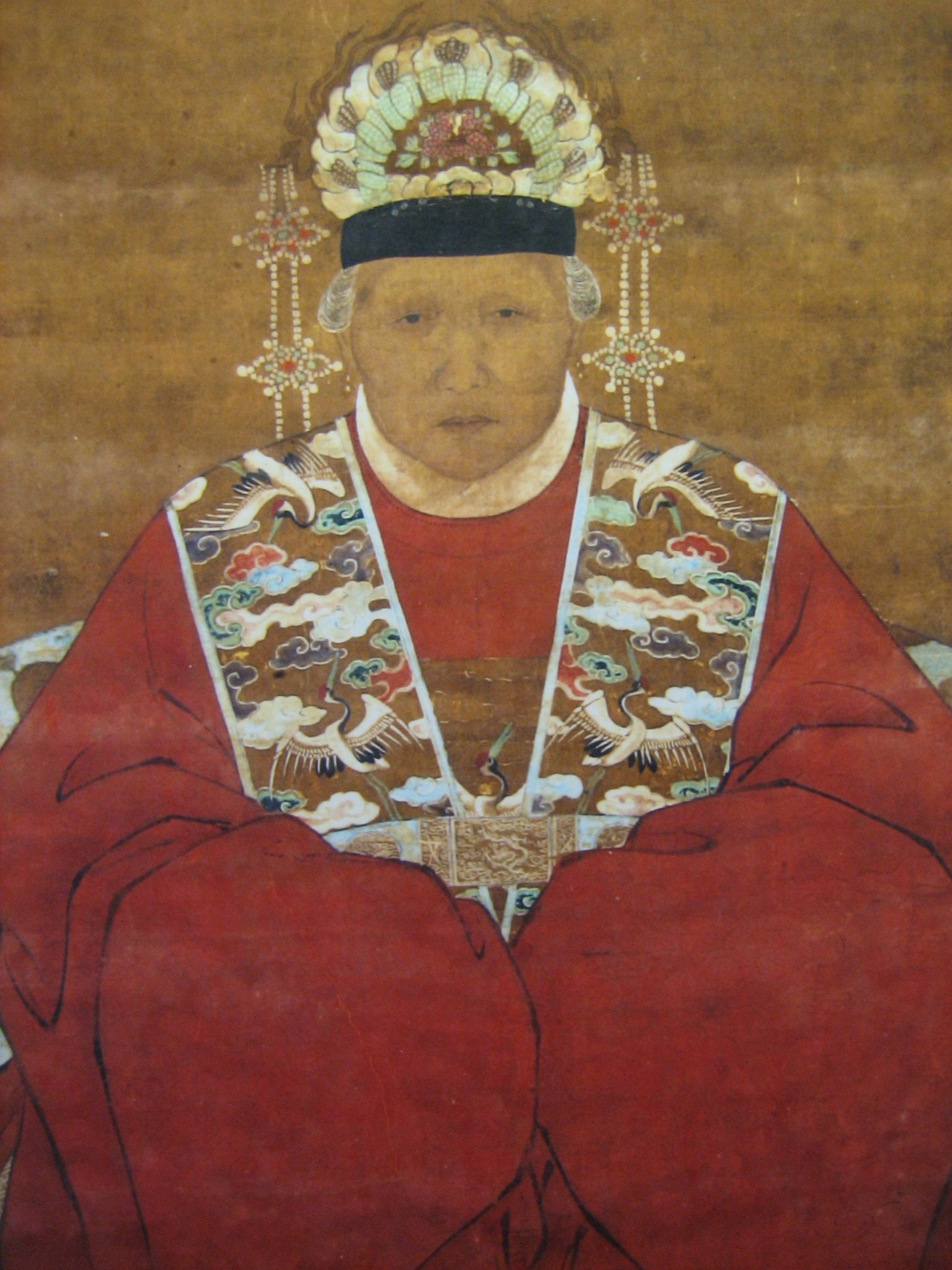
徐光启唯一的夫人吴氏的画像